# Champion of the Raj
Champion of the Raj — компьютерная игра в жанре пошаговая стратегия, разработанная Level 9 Computing и изданная Personal Software Services. Была выпущена исключительно в Великобритании для Amiga, Atari ST и DOS в 1991. Это тринадцатая и заключительная игра в серии Strategic Wargmes. Действие игры происходит на территории колониальной Индии, в которой шесть фракций, а именно Великобритания, Франция, Империя Великих Моголов, сикхи, гуркхи и маратхи сражаются за полный контроль над Индией.
Игра является стратегией, в которой игрок должен завоевать всю территорию Индии с помощью дипломатии или сражаясь с противниками. Champion of the Raj получил смешанные обзоры после выхода. Критики высоко оценили красочность её графики и сюжетную линию, однако жесткая критика была направлена на долгую загрузку.

## Отзывы
| Иноязычные издания              | Иноязычные издания |
| Издание                         | Оценка             |
| ------------------------------- | ------------------ |
| Amiga Power                     | 57 %               |
| The One for ST Games            | 78 %               |
| ST Format                       | 78 %               |
| CU Amiga                        | 70 %               |
| Advanced Computer Entertainment | 27 %               |

Игра получила смешанные отзывы критиков после выхода. Эд Рикеттс из ST Format заявил, что несмотря на простоту, в игру приятно играть. Фиона Китинг из CU Amiga оценила занимательный сюжет игры и красочную графику, но критиковала её звук.